# ليزا سنودون
ليزا سنودوان (بالإنجليزية: Lisa Snowdon)‏ وهي إعلامية و مذيعة وعارضة أزياء إنجليزية بريطانية ولدت في يوم 23 يناير 1972 في مدينة لندن عاصمة إنجلترا في المملكة المتحدة تعمل مع قناة سكاي ليفينغ في برنامج بريتن نيكست توب مودل من 2006 إلى 2009، كما قدمت برنامج كابيتال بريكفاست على قناة كابيتال لندن.

## روابط خارجية
- ليزا سنودون على موقع IMDb (الإنجليزية)
- ليزا سنودون على موقع قاعدة بيانات الفيلم (الإنجليزية)